# Feel It Still
Feel It Still è un singolo del gruppo musicale statunitense Portugal. The Man, pubblicato il 3 marzo 2017 come secondo estratto dall'ottavo album in studio Woodstock.

## Composizione
Il brano presenta interpolazioni con la canzone del 1961 Please Mr. Postman del gruppo The Marvelettes.

## Video musicale
Il videoclip, la cui regia è di Ian Schwartz, è stato girato in uno sfasciacarrozze (Wildcat Auto Wrecking) nei pressi di Sandy in Oregon.

## Classifiche
La canzone ha raggiunto la posizione #83 nella classifica italiana ufficiale Top Singoli Fimi, ed è stata certificata disco d'oro.

## Tracce
1. Feel It Still – 2:43

## Classifiche
| Classifica (2017) | Posizione massima |
| ----------------- | ----------------- |
| Lussemburgo       | 5                 |